# بيدخت (باقران)
بيدخت (بالفارسية: بیدخت) هي قرية تقع في إيران في قسم باقران الريفي.